# Rafael Cañizares
Rafael Gabriel Cañizares Poey  (ur. 24 marca 1950 w Alacranes) – kubański koszykarz. Brązowy medalista olimpijski z Monachium.
Brał udział w trzech igrzyskach (IO 68, IO 72, IO 76). W 1968 Kubańczycy zajęli jedenaste, w 1972 trzecie, a w 1976 siódme miejsce. W 1971 był brązowym medalistą igrzysk panamerykańskich. Brał również udział w mistrzostwach świata w 1970 i 1974 (czwarte miejsce).